# Ti vivrei lo stesso
Ti vivrei lo stesso è un singolo della cantautrice italiana Ania Cecilia, pubblicato nel 2015.

## Tracce
- Download digitale

1. Ti vivrei lo stesso – 4:00